# Restaurangkasino
Restaurangkasino är en speciell form av kasinospel unik för Sverige, introducerat under 1950, och 1960 talen, där kasinospel tillåts på platser med utskänkningstillstånd och under modifierade regler. De modifierade reglerna och insatsnivåerna regleras i spelförordningen (2018:1475) och spellagen (2018:1138) under det gemensamma namnet "Landbaserat kommersiellt spel". En av de mer märkbara skillnaderna är att insatsen får uppgå till högst 1/200 basbelopp på Black Jack, och övriga tillåtna kortspel, samt 1/2000 basbelopp på roulette och pair-a-dice.
Pair-a-dice,  populärt kallat PD,  eller tärningsroulette, är ett svenskt tärningskasinospel specifikt framtaget för restaurangkasino.
Tillåtna spelformer, alla med modifierade regler jämfört med internationella kasinon, är: 
- Roulette
- Black Jack
- Tärning / pair-a-dice
- Fast poker
- Punto Banco
- Hold'em

Tillsynsenhet är Spelinspektionen.
Störst aktör på marknaden är Cherryföretagen.

## Fotnoter
1. ↑  Regeringen Arkiverad 27 december 2005 hämtat från the Wayback Machine.
2. ↑  ”Svensk spelhistoria”. Folkhälsoinstitutet. 12 mars 2014. Arkiverad från originalet den 5 mars 2016. https://web.archive.org/web/20160305011855/http://www.folkhalsomyndigheten.se/spelprevention/spel-om-pengar/spelandets-historia/svensk-spelhistoria/.
3. ↑  ”Riktlinjer för villkor, kontroll- och ordningsbestämmelser för anordnande av roulett, tärnings- och kortspel”. spelinspektionen.se. Arkiverad från originalet den 2 juni 2023. https://web.archive.org/web/20230602053146/https://www.spelinspektionen.se/globalassets/dokument/lagar--villkor/villkor/riktlinjer-for-villkor-restaurangkasino.pdf. Läst 2 juni 2023.
4. ↑  ”Spelförordning (2018:1475)”. riksdagen.se. https://www.riksdagen.se/sv/dokument-lagar/dokument/svensk-forfattningssamling/spelforordning-20181475_sfs-2018-1475. Läst 2 juni 2023.
5. ↑  ”Spellagen (2018:1138)”. riksdagen.se. https://www.riksdagen.se/sv/dokument-lagar/dokument/svensk-forfattningssamling/spellag-20181138_sfs-2018-1138. Läst 2 juni 2023.
6. ↑  Lotteriinspektionen[död länk]
7. ↑  ”Cherry förvärvar Joker Casino”. evertiq.se. 14 augusti 2009. https://evertiq.se/news/18560.